# Font àrab de Castellnou
La Font àrab de Castellnou és una obra de Cervera (Segarra) protegida com a Bé Cultural d'Interès Local.

## Descripció
Sabem per les descripcions fetes pels veïns que la font de Castellnou era de dimensions notables, amb volta i amb escales per accedir-hi. La seva singularitat ha fet que se la conegui com a "font de les tres voltes" o "font àrab", tot i que el més probable és que sigui una construcció del segle xviii. La font es conserva actualment sota les bardisses i la vegetació, que l'han cobert totalment.

## Història
Tot i no posseir notícies històriques concretes sobre la font de Castellnou, la seva presència està molt arrelada en el record dels habitants del poble, essent un dels llocs de recer i de trobada predilectes de la població i un dels seus espais més emblemàtics. El nom de la font, a més, està present en el que seria el carrer més llarg del poble, que és el carrer de la font.